# Cắt nhỏ đùi đen
Microhierax fringillarius là một loài chim trong họ Falconidae.